# Regensdorf
Regensdorf és un municipi del cantó de Zúric (Suïssa), situat al districte de Dielsdorf.